# Франц Буковец
Франц Буковец – Јежовник (Верје, код Љубљане, 14. март 1910 — Внање Горице, код Љубљане, 21. септембар 1942), учесник Народноослободилачке борбе и народни херој Југославије.

## Биографија
Рођен је 1910. године у Верју код Љубљане. За време одслужења војног рока упознао се са истакнутим комунистом Словеније Францом Лескошеком, који је на њега и његов развој имао пресудан утицај. После тога пришао је радничком покрету и примљен за члана Комунистичке партије Југославије 1930. године. По партијском задатку ступио је у синдикалну организацију хришћанских социјалиста. У фабрици хартије „Количево“ постао је председник синдиката. Године 1936. организовао је успешно тромесечни штрајк у фабрици. До рата 1941, учествовао је још у многим акцијама.
Одмах после окупације, у Камничком крају створио је прве организације Ослободилачког фронта Словеније. Када му је било отежано кретање у илегалности, отишао је у Камнички партизански батаљон. Учествовао је у свим његовим борбама до 10. октобра 1941. године, када је рањен у сукобу с Немцима. Пребачен је на лечење у Љубљани у којој је Ослободилачки фронт имао добро организовану мрежу и за ту врсту помоћи партизанима.
После оздрављења, вратио се у партизане и формирао Доломитски одред поставши његов командант. Једном је његова јединица била опкољена бројним непријатељским снагама. Франц је организовао пробој на три стране ручним гранатама направљеним од авионских бомби и успео да извуче јединицу без иједног рањеника наневши непријатељу осетније губитке.
Погинуо је крајем 1942. године. На путу за Главни штаб Словеније где је био позван, наишао је на мину.
Указом Президијума Народне скупштине Федеративне Народне Републике Југославије, 15. јула 1952. године, проглашен је за народног хероја.